# 寝屋川市立第六中学校
寝屋川市立第六中学校（ねやがわしりつ だいろくちゅうがっこう）は、大阪府寝屋川市成田町にある公立中学校。
校区内の2小学校と連携しての小中一貫教育の取り組みを実施している。

## 沿革
- 1970年 - 寝屋川市立第三中学校より分離開校。
- 1979年 - 寝屋川市立第十中学校を分離。

## 通学区域
- 寝屋川市立第五小学校と寝屋川市立国松緑丘小学校の通学区域。

## 著名な出身者
- 藤本敏史 - お笑い芸人、お笑いコンビ・FUJIWARAメンバー
- 加納誠 - カルガリーオリンピック・フィギュアスケート日本代表
- 河江優 - ピアニスト・大阪教育大学芸術講座准教授
- 金ヨンデ - ラグビー・ホンダヒート
- Saeko - シンガーソングライター
- ごっきん - バンドyonigeのBass
- 奥野壮 - 俳優・オスカプロモーション

## 交通
- 京阪本線 香里園駅 南東へ約1.5km。